# Il meraviglioso paese di Oz
Il meraviglioso paese di Oz noto anche come Il meraviglioso regno di Oz o Oz paese incantato (The Marvelous Land of Oz) è un romanzo fantastico di L. Frank Baum pubblicato negli Stati Uniti il 5 luglio 1904, come secondo capitolo della storia iniziata con Il meraviglioso mago di Oz.

## Storia editoriale
Nell'introduzione, Baum racconta che inizialmente non era sua intenzione scrivere un secondo libro sulla terra di Oz, ma poi tra una delle lettere dei suoi ammiratori lesse di una bambina molto simile alla sua Dorothy che desiderava un altro capitolo. Lo scrittore rispose all'ammiratrice che se avesse ricevuto migliaia di lettere che gli chiedevano di continuare la saga, allora l'avrebbe accontentata. Per Baum fu una vera sorpresa quando arrivarono migliaia di lettere.
Il libro segna inoltre il debutto di John R. Neill come illustratore della saga. Neill illustrerà altri trentaquattro libri di Oz, tre dei quali scritti di propria mano. 
In questo nuovo capitolo il personaggio di Dorothy, la protagonista del precedente, è assente.

## Trama
Tip vive schiavo della strega Mombi, vecchia abile nelle arti magiche, e da quando è piccolo non ricorda altro che la vecchia mentre lo maltratta; così per farle uno scherzo crea un uomo fatto di bastoni con in testa una zucca vuota dove ha inciso una faccia. Invece di spaventarsi, Mombi usa la polvere della vita, donatale dal mago Rikidik, per dare vita a Testadizucca.
Tip e Testadizzucca scappano dalla casa di Mombi intraprendendo un viaggio molto lungo, durante il quale devono creare il cavalletto di legno, che serve appunto come cavallo, e incontrano anche il generale Jinjur, capitana dell'esercito di ragazzine che vogliono conquistare la città degli smeraldi.
Tip, Cavalletto e Testadizucca raggiungono la città di smeraldo dello Spaventapasseri, re di Oz, per avvertirlo dell'imminente attacco. Nel frattempo Jinjur arriva, conquista la città di smeraldo e rinchiude i tre amici più lo spaventapasseri in una stanza, dove insieme grazie alla polvere della vita, creano con due divani, due foglie di palma e una testa d'alce, un alce volante; con quello riescono a scappare e raggiungere il castello di Glinda, che li aiuta a sconfiggere Mombi e a riprendere la città di Smeraldo.
Infine si scopre che Tip è Ozma, figlia del Re di Oz che governava sulla Città di Smeraldo prima del Mago di Oz, venduta dal Mago di Oz a Mombi per molti incantesimi ancora quando la principessa era in fasce. Glinda riporta Ozma al suo vero aspetto e Ozma diventa regina di Oz.

## Adattamenti
- Il libro venne adattato nel 1960 come episodio della serie Le grandi fiabe (The Shirley Temple Show), con Shirley Temple nel ruolo di Ozma/Tip.
- The Wonderful Land of Oz (1969) si tratta di una versione low-budget ma particolarmente fedele.
- Il film del 1972 Ritorno a Oz è un libero adattamento del romanzo.
- Nel fantastico mondo di Oz del 1985 riprende da questo libro alcuni elementi.
- La seconda parte dell'anime Il mago di Oz (1986) è dedicata a questo capitolo della saga (episodi 18-30). I tredici episodi sono stati successivamente editati in un film riassuntivo di 95 minuti, distribuito in DVD come Il meraviglioso mondo di Oz.

### Edizioni
- L. Frank Baum, Oz paese incantato, traduzione di Maria Luisa Agosti Castellani, illustrazioni di Miki Ferro Pelizzari, Roma, SAS, Società apostolato stampa, 1948.